# Corymorpha sarsii
Corymorpha sarsii is een hydroïdpoliep uit de familie Corymorphidae. De poliep komt uit het geslacht Corymorpha. Corymorpha sarsii werd in 1855 voor het eerst wetenschappelijk beschreven door Steenstrup. 